# 劇場版ポケットモンスター アドバンスジェネレーション 裂空の訪問者 デオキシス
『劇場版ポケットモンスター アドバンスジェネレーション 裂空の訪問者 デオキシス』（げきじょうばんポケットモンスター れっくうのほうもんしゃ デオキシス）は、2004年7月17日から公開された、テレビアニメ『ポケットモンスター』の劇場版第7作である。テレビ東京開局40周年記念作品。

## 概要
前年の『七夜の願い星 ジラーチ』と同じく、前売り券を買うことによりゲーム中に現れない幻のポケモン「デオキシス」を手に入れるためのイベントを発生する特殊チケット「オーロラチケット」を入手することができた。今作の前売り券の対象作品は『ポケットモンスター ファイアレッド・リーフグリーン』であり、『ふしぎなおくりもの』機能を用いて両作に付属するワイヤレスアダプタをゲームボーイアドバンス・ゲームボーイアドバンスSP本体に接続した状態で使用して引換券を引換対象店舗のカウンターに出すことでチケットの引換が行われ同時に『デオキシス完全ゲットガイド～ぼうけん編～』と呼ばれるデオキシス出現および捕獲までの流れを説明したガイドブックが配布されたが、売上は約160万枚にも達し、興行収入は43億円を記録する。
劇場版オリジナルキャラクターがシリーズの中でもっとも多く、賑やかな作品に仕上がっている。この作品から2011年『ビクティニと黒き英雄 ゼクロム・白き英雄 レシラム』までの8年間短編の同時上映が廃止され、本編上映時間が長くなった。
今作からタケシ役の上田祐司が「うえだゆうじ」、ニャース役の犬山犬子が「犬山イヌコ」と改名後の名義でクレジットされている。
本作品の舞台であるハイテク都市「ラルース」のモデルはカナダ・バンクーバーである。ちなみに、ラルースシティは、カントー・グランドフェスティバルにおいて、ハルカのライバルであるシュウの出身地であることが明かされた。
本作以降の劇場版作品は木曜日の19時に放送されることになり、エンディングなどがカットされるようになった。

## あらすじ
ある日、宇宙から隕石が飛来し氷原に激突した。隕石の元へ駆けつけた観測隊のロンド博士たちが見たのは、DNAポケモン「デオキシス」だった。そこへさらにデオキシスを追って「レックウザ」が襲来。激しい戦いの末にデオキシスは敗れ、レックウザも天空へと帰ってゆく。その戦いのさなか、ロンド博士の息子であるトオイは戦いから逃げようとしたポケモンの群れの移動に巻き込まれ、それがトラウマとなりポケモンに触れなくなる。
それから4年後。ハイテク都市ラルースシティに到着したサトシ一行は、ひょんなことからトオイと出会い、トオイのトラウマを克服させようとする。そんな折、ラルースシティに4年前の戦いから復活したデオキシスが出現し、何百体もの分身を使って町の住民を町の外へ誘拐し始める。そこにレックウザもやってきてデオキシスと激しい戦いを繰り広げる。
デオキシスは、氷原に激突した隕石の中にいた同胞を求めてラルースシティを襲っていた。人間が街にいると同胞の放つ信号の発信元を正確に特定できないので、人間を街から追い出そうとしていたのである。町の住民と協力して電気を発生させたエネルギーで、隕石の中にいるもう1匹を開放したことで、サトシたちとデオキシスは和解する。
しかし、この緊急事態を受けて街の防衛システムが暴走してしまう。ラルースシティで広く使われているキューブ型ロボットの濁流にレックウザが呑まれてしまうが、2体のデオキシスがレックウザを守る。サトシとトオイは協力して暴走を止める。
デオキシスのことを認めたレックウザは、空へと帰っていく。2匹のデオキシスも、サトシとトオイたちへの感謝を込めてオーロラを発生させ、宇宙へと戻る。

## 登場人物・キャスト

### レギュラーキャラクター
詳細は個別記事かアニメ版ポケットモンスターの登場人物を参照。
サトシ
声 - 松本梨香
本作のレギュラーキャラクター側の主人公。バトルタワーに挑むため訪れたラルースシティで偶然トオイと知り合い、トオイの心を少しずつ開かせようとする。事件解決後、ピカチュウに「俺の側にいつもいてくれてありがとな」と言った。
手持ちポケモン
ピカチュウ
声 - 大谷育江
技：10まんボルト
サトシの最初のポケモン。
ジュプトル

オオスバメ

ヘイガニ

悪気はないが勇気を出してピカチュウに触ろうとしたトオイを驚かせてしまい、サトシに怒らせてしまう。
コータス

技：かえんほうしゃ
タッグバトルで使用されるも、持ち前の鈍足さとサトシとトオイの息が合わず敗れてしまう。
タケシ
声 - うえだゆうじ
世界一のポケモンブリーダーを目指している少年。本作ではヒトミを気に入り、マサトに4回も耳を引っ張られている。
手持ちポケモン
ミズゴロウ

ハスブレロ

フォレトス

ハルカ
声 - KAORI
本作の準主人公。トウカジムのジムリーダー・センリの娘であるポケモンコーディネーター。ラルースシティのパスポートの顔写真を変な表情で撮影されてしまう。ショウタに惚れられ付き纏われてしまう。
手持ちポケモン
ワカシャモ

アゲハント
声 - 白石涼子
エネコ

マサト
声 - 山田ふしぎ
ハルカの弟。カスミの代わりに美人の女性に惚れるタケシを止める役目を持つ。
ムサシ
声 - 林原めぐみ
ロケット団の一員。サトシたちを追ってやってきたラルースシティで散々な目に遭い、終盤では文句を言いつつ陰ながらサトシたちに協力する。漫画版では一コマのみの登場。
コジロウ
声 - 三木眞一郎
ロケット団の一員。漂着に近い形で到着したラルースシティのハイテクシステムを把握していた。
ニャース
声 - 犬山イヌコ
ロケット団の一員。
ジュンサー
声 - 西村ちなみ
ラルースシティの警備責任者。デオキシスとレックウザの戦いで危害が及ぶことを避けるため、ラルースシティの全住民を避難させる。

### ゲストキャラクター
トオイ
声 - 日髙のり子
ラルースシティに住む少年。かつてレックウザとデオキシスの戦いに巻き込まれたことが重度のトラウマになり、それ以来ポケモンに触れなくなっている。そのため、初めてサトシと出会ったときはピカチュウを怖がっていた。しかし決してポケモンを嫌いになったわけではなく、サトシたちと交流するうちに少しずつ心を開いていく。プラスルとマイナンに懐かれており、最終的には2匹を引き取った。
ロンド博士
声 - 山寺宏一（特別出演）
トオイの父親で、ポケモン研究者。4年前北極でデオキシスの飛来を目撃。その後ラルースシティの研究所でデオキシスの研究を続けていた。デオキシスのバリアーでラルースシティから締め出されてしまう。
ユウコ
声 - 上原多香子（特別出演）
ロンド博士の助手。デオキシスのバリアーでラルースシティに閉じ込められるが、サトシやトオイたちのサポートに活躍する。漫画版では未登場で、代わりにハルノという男性の助手に変更されている。
ヒトミ
声 - ベッキー（特別出演）
ポケモントレーナー。常にノートパソコンを持ち歩いており、現れたデオキシスの分析に活用する。『ポケモンレンジャーと蒼海の王子マナフィ』の冒頭の『ポケットモンスター ルビー・サファイア』の男主人公とバトルするシーンに一瞬だけ登場する。
本作公開から2年後に発売された『ポケットモンスター ダイヤモンド・パール』にもエリートトレーナーの姿で登場する。手持ちポケモンも本作と同じである。
リュウ
声 - 野島健児
サウスシティ出身のトレーナー。言葉づかいは丁寧ながら言動は少々嫌味だが、根は妹思いの優しい性格。容姿は『ポケットモンスター ファイアレッド・リーフグリーン』のエリートトレーナーに似ている。
ショウタ
声 - 肥後誠
サウスシティ出身のトレーナー。ハルカに一目惚れしたが、相手にされていない。デオキシス・シャドーに連れ去られてしまう。
キャサリン
声 - 山本麻里安
サウスシティ出身のトレーナー。リュウの妹で双子。髪の毛は内ハネ。
オードリー
声 - 水樹奈々
サウスシティ出身のトレーナー。リュウの妹で双子。髪の毛は外ハネ。
KABA.ちゃん
声 - KABA.ちゃん（特別出演）
本人役。モブの中にわずかに登場する。
グルー
声 - ジョン・カビラ（特別出演）
ラルースシティのバトルタワーの実況。

### ゲストポケモン
デオキシス
声 - 千葉進歩、野島健児
技：サイコブースト、ナイトヘッド、まもる、じこさいせい、バリアー
4年前に宇宙から飛来した「DNAポケモン」。何らかの理由があって地球に来たらしい。胸の水晶体が紫の個体と、緑の個体が登場。全身が紫の分身体「デオキシス・シャドー」を生み出す能力を持ち、コミュニケーションはオーロラのような発光体を使う。3つのフォルムに自由自在に変わることができ、それにより能力も変化する。水晶体がある限り何度でも再生する。
紫の個体
4年前にレックウザにより消滅させられるが、水晶体が残ったため復活し、仲間を探すためラルースシティに現れる。人間やポケモンから発する電磁波が自身の視界を遮るため、次々とさらって一箇所に集めた。ラルースシティを丸々覆うほどのバリアーを展開することができる。
緑の個体
紫の個体とは違い4年前に地球に飛来した際は目を覚まさず、そのままロンド博士に回収され、ラルースシティで復活のための研究がなされていた。意識を発光体として飛ばし、トオイと心を通わせていた。サトシたちがレーザー照射で復活させる。
レックウザ
声 - 小西克幸
技：はかいこうせん、れいとうビーム、ちきゅうなげ
オゾン層に生息する「てんくうポケモン」。縄張りに侵入する者を決して許さず、宇宙から来たデオキシスに攻撃を仕掛ける。その執念は4年経っても収まらず、復活したデオキシスを追ってラルースシティに現れる。執拗にデオキシスを攻撃した結果、その余波でラルースシティのガードシステムが暴走し、それに巻き込まれてしまう。しかし、デオキシスに助けられて和解し、飛び去っていった。
ゴンベ→カビゴン
声 - 山本圭子
ラルースシティに住むポケモン。町中で食べ物を漁っており、サトシたちの食事を二度もくすねてしまうが一方で空腹のマサト達に食べ物を譲る（というより返す）など優しい一面もある。しかし、体は不潔だった為、断られた。放置されたゴミを蹴り飛ばしてゴミ箱に入れるという遊びを好む。ゲーム版に先駆け映像媒体としては本作が初登場。終盤でカビゴンに進化する。歴代映画の中で進化した初のポケモンとなる。
プラスル / マイナン
声 - 川瀬晶子 / 比嘉久美子
技：でんきショック、10まんボルト
ラルースシティに住むポケモン。互いにとても仲が良い。マイナンがゴミ箱に挟まっていた所をトオイに助けられて以降彼に懐いており、最終的には2匹ともトオイに引き取られる。
メタグロス

技：リフレクター、ねんりき
ヒトミのポケモン。
バシャーモ

技：かえんほうしゃ、ブレイズキック、オーバーヒート
リュウのポケモン。デオキシス・シャドーとの戦いに活躍する。
カメックス
声 - 高橋良吉
技：ハイドロポンプ、こうそくスピン、ロケットずつき、あわ
ショウタのポケモン。ショウタとともにデオキシス・シャドーに連れ去られてしまう。
アメタマ
声 - 伊東みやこ
技：みずでっぽう
キャサリンのポケモン。夜中に一同が寝入っている中、忍び寄るデオキシス・シャドーの存在をいち早く察知した。
アメモース
声 - 吉原ナツキ
技：かぜおこし
オードリーのポケモン。

## スタッフ
- 原案 - 田尻智、増田順一、杉森建
- スーパーバイザー - 石原恒和
- アニメーション監修 - 小田部羊一
- エグゼクティブプロデューサー - 久保雅一、鶴宏明
- プロデューサー - 吉川兆二、松追由香子、盛武源
- アニメーションプロデューサー - 奥野敏聡、神田修吉
- TVリレーションシップス - 岩田圭介、松山進
- アシスタントプロデューサー - 島村優子、福田剛士
- デスク - 高梨志帆、萩田奈緒、石橋里奈
- 脚本 - 園田英樹
- 絵コンテ - 湯山邦彦、浅田裕二、水草一馬、難波日登志、木村哲
- 演出 - 浅田裕二、越智浩仁、吉川博明、渡辺正彦、柳伸亮、小川浩司、うえだしげる
- 演出助手 - 徳本善信
- キャラクターデザイン - 毛利和昭、松原徳弘、一石小百合
- デザインワークス - 近永健一、コレサワシゲユキ、ゴトウマサユキ、井ノ上ユウ子、海老原雅夫、西中康弘
- 総作画監督 - 毛利和昭
- 総作画監督補佐 - 松原徳弘、井ノ上ユウ子、田口広一
- 作画監督 - 玉川明洋、沢田正人、相沢昌弘、佐藤陵、佐藤和巳、志村隆行、清丸悟、中島里恵、松本卓也
- 動画チェック - 榎本冨士香、齋藤徳明、室岡辰一、笠間陽子、石黒篤、奥谷周子
- 色彩設計 - 佐藤美由紀、吉野記通
- 色指定 - 平出真弓、井上昭子、長尾朱美
- 検査 - 川崎亜矢、伊藤良樹、伊藤敦子、奥井恵美子、水巻みゆき
- 背景スキャン - 清水真美、小川猛、鈴木美保
- 特殊効果 - 太田憲之
- プロダクションマネージャー - 大竹研次
- 美術監修 - 金村勝義
- 美術監督 - 秋葉みのる
- デジタルワークス - 高尾克己
- 撮影監督 - 水谷貴哉
- CGIプロデューサー - 坂美佐子
- CGI監督 - 佐藤誠
- 編集 - 辺見俊夫
- 編集助手 - 今井大介、渡辺直樹、ジェイ・フィルム
- 現像 - イマジカ
- 音楽 - 宮崎慎二
- 音楽プロデューサー - 篠原一雄、斎藤裕二
- 音響監督 - 三間雅文
- 音響プロデューサー - 南沢道義、西名武
- 風力発電取材協力 - J-POWER
- アニメーション制作協力 - スタジオコクピット、グループ・タック、XEBEC M2
- 制作担当 - 小板橋司
- 制作デスク - 亀井康輝
- 制作進行 - 新田典生、山野井創、半藤宏史、近藤琢磨、細田大輔、大杉善信、藤井康晶、小磯哲也、中村哲雄、諸岡伶奈
- 製作 - 亀井修、陣内弘之、富山幹太郎、芳原世幸、井澤昌平、田辺滋、八木正男
- アソシエイトプロデューサー - 川原章三、中尾哲郎、山内克仁、田中雅美、山下善久、吉田紀之、紀伊高明
- 制作 - 小学館プロダクション
- アニメーション制作 - O.L.M Team Koitabashi
- 監督 - 湯山邦彦
- アソシエイトプロデューサー - 川原章三、中尾哲郎、山内克仁、田中雅美、山下善久、吉田紀之、紀伊高明
- 製作 - ピカチュウプロジェクト（The Pokémon Company、小学館、テレビ東京、メディアファクトリー、トミー、ジェイアール東日本企画、O.L.M、小学館プロダクション）

## 主題歌
「いっぱいサマー!!」は、テレビアニメでもエンディングテーマ（第83話‐第91話）として使用された。
挿入歌・エンディングテーマ「L・O・V・E・L・Y 〜夢見るLOVELY BOY〜」
作詞・歌 - Tommy february6 / 作曲・編曲 - MALIBU-CONVERTIBLE
なお、スタッフクレジットの途中でいったんエンディングが終了する。
エンディングテーマ「エル・オー・ヴィー・イー・エル・ワイ〜ゆめみるラブリーボーイ〜（ピカチュウといっしょ★ヴァージョンだよ！）」
上記のカップリングである、ピカチュウ・プラスル・マイナン共演バージョン。原曲が終了すると、ポケモンたちがダンスするシーンと共に流れる。
2004年「ポケモンぬりえ＆イラストコンテスト」テーマ曲「いっぱいサマー!!」
作詞 - ピカチュウ学芸部 / 作曲・編曲 - たなかひろかず / 歌 - 田村直美とヒマワリ合唱団
前作までは、短編EDの冒頭に発表していたが、本作から2011年までの後作は短編が廃止されたため、独立している。

## 映像ソフト化
- 本編のDVDとビデオは、2004年12月21日発売。
- 映画10周年を記念して発売された「劇場版ポケットモンスター PIKACHU THE MOVIE BOX 2003-2006」に収録されている。

## コミカライズ
『月刊コロコロコミック』に漫画版が掲載された。作画はてしろぎたかし。